# Can Saura
Can Saura és un edifici del municipi de Tossa de Mar (Selva). És un edifici de quatre plantes caracteritzat per una fisonomia molt alta i estreta. Està ubicat al costat esquerre del carrer Sant Pere. Forma part de l'Inventari del Patrimoni Arquitectònic de Catalunya.

## Descripció
En la planta baixa sobresurt de forma especial el gran portal adovellat de mig punt amb unes grans dovelles molt ben treballades i escairades. En el primer i segon pis destaquen especialment les dues finestres - una per pis- rectangulars amb llinda monolítica, muntants de pedra i ampit treballat sota dels quals podem contemplar un petit fris dentat. Sota de l'ampit trobem la solució arquetípica que consisteix en la disposició de dues o tres pedres, com a mesura de reforç en la sustentació de la pesant finestra. Les llindes de les dues finestres apareixen respectivament ornades amb relleus esculpits amb una tècnica bastant tosca, ja que el cap de les figures, que són angelets és proporcionalment més gran que la resta del cos. Les dues finestres difereixen únicament en aspectes puntuals, com ara que l'angelet de la finestra del primer pis és de cos sencer i està nu, mentre que la del segon pis és un querubí, ja que només té la cara i les dues ales.
El tercer pis contempla dues obertures de similar tipologia, és a dir dues finestres amb llinda monolítica, muntants de pedra i ampit treballat. En la llinda de la finestra quadrangular es percep, vagament, les restes vivents d'un relleu escultòric, que tot fa pensar que també es tractava d'un querubí alat.

## Història
L'immoble va ser totalment reconstruït en els anys setanta del segle passat. Els elements arquitectònics citats -el portal adovellat, les finestres emmarcades amb llinda i muntants de pedra i ornades amb angelets esculpits en les respectives llindes tracta d'elements originals d'època medieval. Fins aquí tot correcte. El fet singular resideix en què aquests elements procedeixen d'un altre edifici, i que van ser reaprofitats en el segle xvii en el moment de construcció d'aquest immoble, fora de tant del seu context original.